# Lijst van beschermd erfgoed in Lierneux
Onderstaande tabel geeft een overzicht van de beschermde erfgoederen in de gemeente Lierneux. Het beschermd erfgoed maakt deel uit van het cultureel erfgoed in België.
| Object | Bouwjaar/architect | Deelgemeente | Adres                | Coördinaten                   | Nummer?                | Afbeelding                                      |
| --- | ------------------ | ------------ | -------------------- | ----------------------------- | ---------------------- | ----------------------------------------------- |
| Boerderij, uitgezonderd agrarische bijgebouwen, n° 5 te Brux |                    |              |                      | 50° 17' 26" NB, 5° 49' 19" OL | 63045-CLT-0003-01 Info |                                                 |
| Huis |                    |              | rue du Centre, n° 90 | 50° 16' 60" NB, 5° 47' 37" OL | 63045-CLT-0004-01 Info | Huis                                            |
| Gebouwen, rue du Centre n° 88, namelijk het huis van de zeventiende-eeuwse gevels, daken en uitbreiding van het huis van de negentiende eeuw (voorgevel en dak), de schuur muren en dak, andere agrarische bijgebouwen: gevels en daken. |                    |              |                      | 50° 17' 0" NB, 5° 47' 37" OL  | 63045-CLT-0005-01 Info |                                                 |
| Boerderij genaamd Grande Ferme (erf, tuin en ringmuur), n°s 44-45 |                    |              |                      | 50° 16' 21" NB, 5° 48' 52" OL | 63045-CLT-0007-01 Info |                                                 |
| Boerderij op n°23 te Jevigné: hoofdgebouwen en schuren (gevels en daken) en het ensemble gevormd door de eerder genoemde monumenten, erf, tuin en de omsluitende muur                                                                    |                    |              |                      | 50° 17' 40" NB, 5° 46' 1" OL  | 63045-CLT-0008-01 Info |                                                 |
| Kapellen chemin de croix d'Arbrefontaine en het ensemble gevormd door de kapellen en hun omgeving |                    |              |                      | 50° 18' 15" NB, 5° 50' 15" OL | 63045-CLT-0012-01 Info |                                                 |
| Kerk Notre-Dame: toren en oud mechaniek uurwerk |                    |              | Bra                  | 50° 19' 27" NB, 5° 43' 56" OL | 63045-CLT-0013-01 Info | Kerk Notre-Dame: toren en oud mechaniek uurwerk |
| De gevels en daken van alle gebouwen van de boerderij, gelegen op een plaats genaamd "Le Lorgnon", n°s 37-38 |                    |              |                      | 50° 17' 41" NB, 5° 45' 59" OL | 63045-CLT-0015-01 Info |                                                 |
| De eik te Trou de Bra, les Thiers 21 te Bra-sur-Lienne |                    |              |                      | 50° 20' 41" NB, 5° 43' 39" OL | 63045-CLT-0019-01 Info |                                                 |